# Amtsgericht Sulingen
Das Amtsgericht Sulingen ist eines von zehn Amtsgerichten im Bezirk des Landgerichts Verden. Es hat seinen Sitz in Sulingen in Niedersachsen. 
Zuständig ist das Amtsgericht Sulingen für den mittleren Teil des Landkreises Diepholz. Ihm ist das Landgericht Verden übergeordnet. Zuständiges Oberlandesgericht ist das Oberlandesgericht Celle.

## Geschichte
Nach der Revolution von 1848 wurde im Königreich Hannover die Rechtsprechung von der Verwaltung getrennt und die Patrimonialgerichtsbarkeit abgeschafft.
Das Amtsgericht wurde daraufhin mit der Verordnung vom 7. August 1852 die Bildung der Amtsgerichte und unteren Verwaltungsbehörden betreffend als königlich hannoversches Amtsgericht gegründet. 
Es umfasste das Amt Sulingen.
Das Amtsgericht war dem Obergericht Nienburg untergeordnet. Mit der Annexion Hannovers durch Preußen wurde es zu einem preußischen Amtsgericht in der Provinz Hannover. 
Seit 2005 ist das Amtsgericht Walsrode für die Führung des Handels-, des Genossenschafts- und des Vereinsregisters im Landgerichtsbezirk Verden ausschließlich zuständig. Das Partnerschaftsregister wird seit dem 1. August 2005 zentral bei dem Amtsgericht Hannover geführt. Für Insolvenzverfahren ist das Amtsgericht Syke zuständig.